# Pracovní plošina

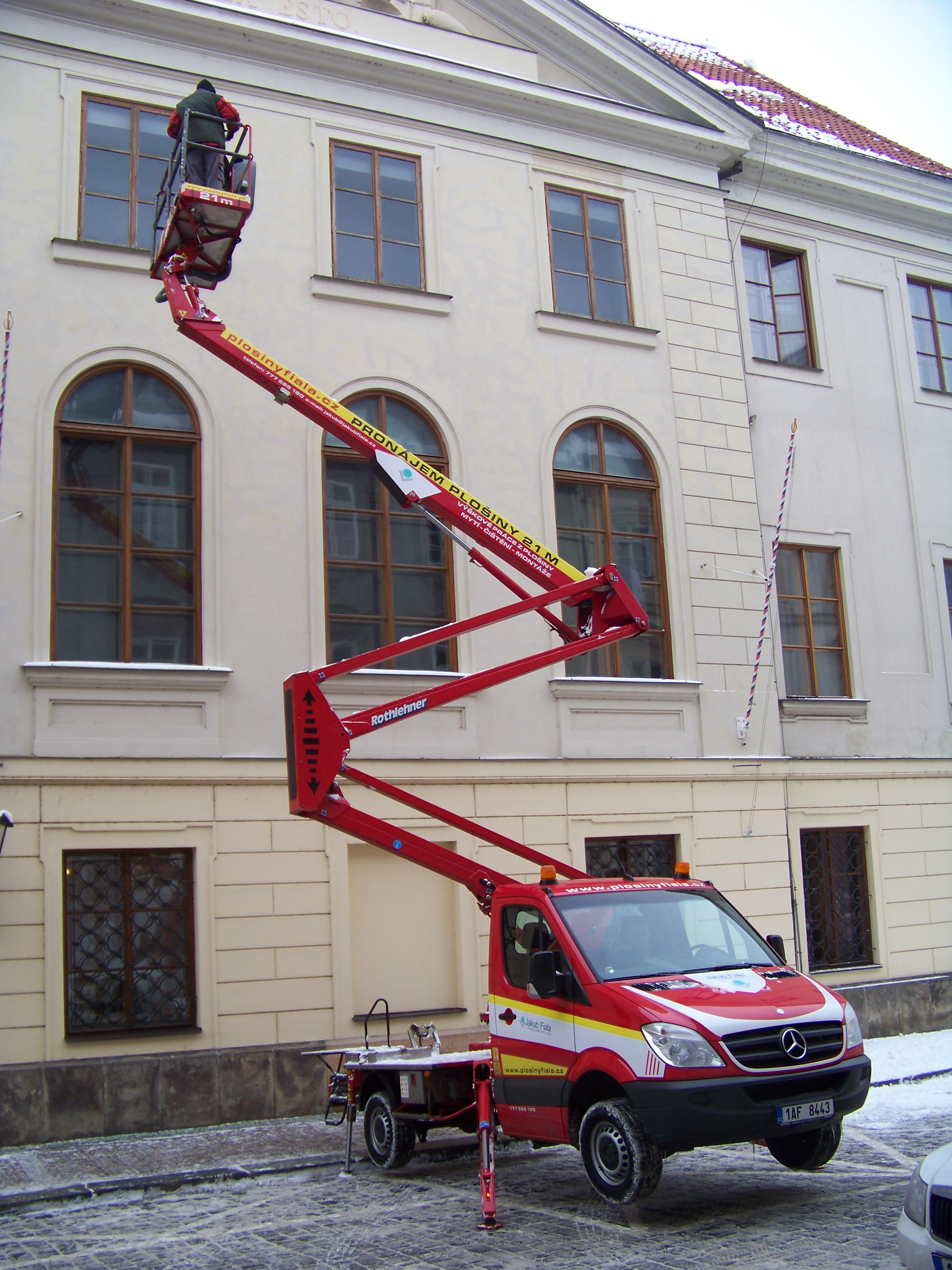
Autoplošina s kloubovo-teleskopickým výložníkem, skupiny 1b, na typizovaném automobilovém podvozku

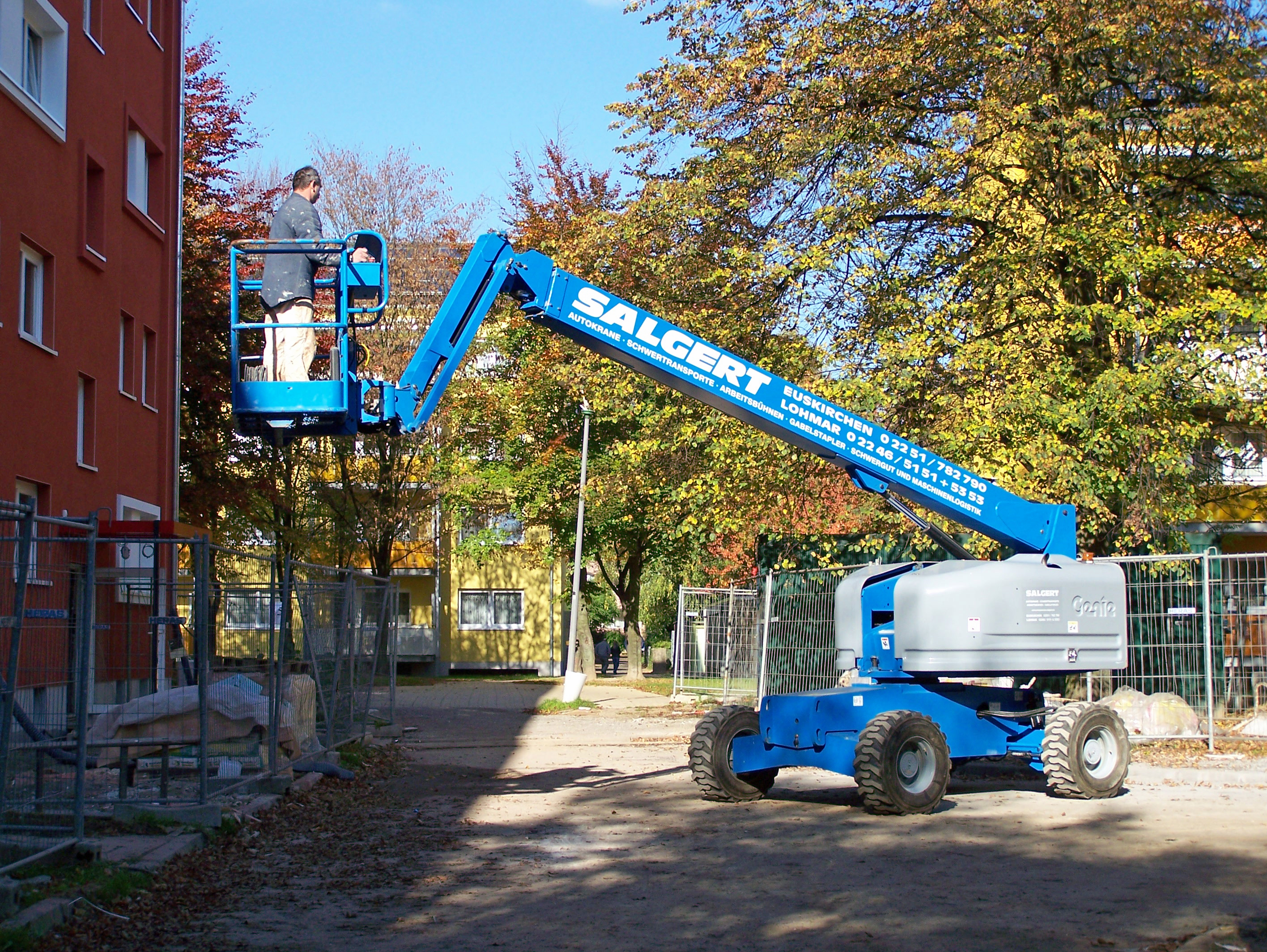
Samohybná teleskopická pracovní plošina s natáčecím košem skupiny 3b

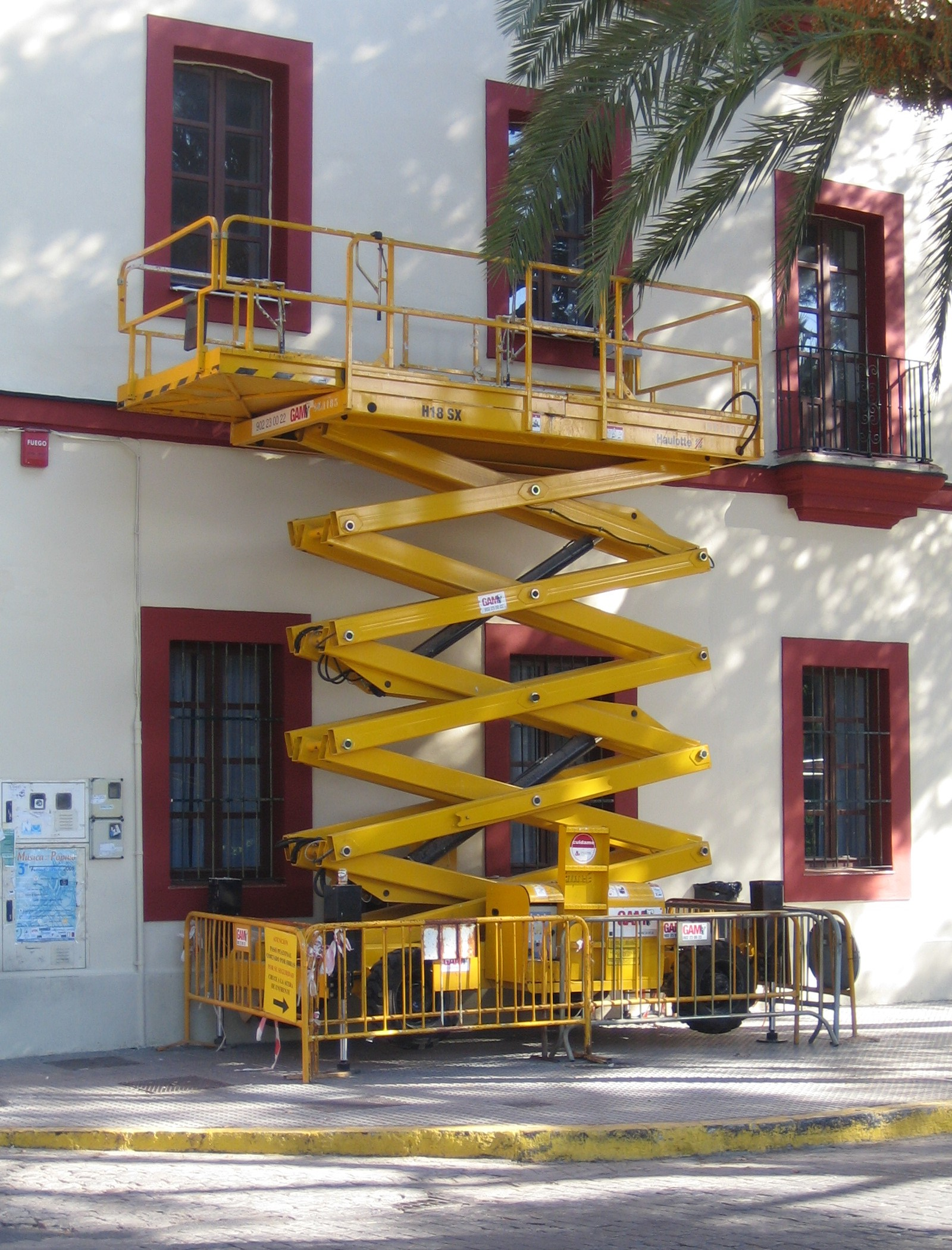
Samohybná nůžková pracovní plošina skupiny 3b

Pracovní plošina je zdvihací zařízení vybavené pracovním místem pro obsluhu v podobě koše nebo plochy obklopené zábradlím. Umožňuje práci ve výšce na místech jinak nedostupných, jako jsou okraje střech, koruny stromů, osvětlovací stožáry, trakční vedení elektrizovaných drah a vleček. Pohyblivá pracovní plošina dopravuje osádku pracovního koše do místa práce. 
Pracovní plošiny motorickým pohonem a zdvihem nad 1,5 metru od úrovně terénu jsou vyhrazená technická zařízení zdvihací (zkratka VTZ).  
Podléhají dozoru podle zákona o bezpečnosti práce v souvislosti s provozem vyhrazených technických zařízení a souvisejících předpisů. 
Jsou to stroje, které při provozu svým charakterem nebo akumulovanou energií, v důsledku nesprávného použití, výskytem provozních rizik vyvolávajících nebezpečné situace nebo nedodržením podmínek bezpečného provozu představují závažné riziko ohrožení života, zdraví a bezpečnosti fyzických osob, 
https://www.zakonyprolidi.cz/cs/2021-250/zneni-20220701

## Dělení pracovních plošin podle provedení konstrukce

### Stožárové šplhací pracovní plošiny
- Jednostožárové
  - Pojízdné
  - Pevné
- Více stožárové
  - Pojízdné
  - Pevné

### Závěsné pracovní plošiny
- Dočasné
- Pro údržbu opláštění budov

### Pojízdné zdvihací pracovní plošiny
- Samohybné plošiny

- Přívěsné plošiny
- Autoplošiny - stroje umístěné na automobilovém podvozku

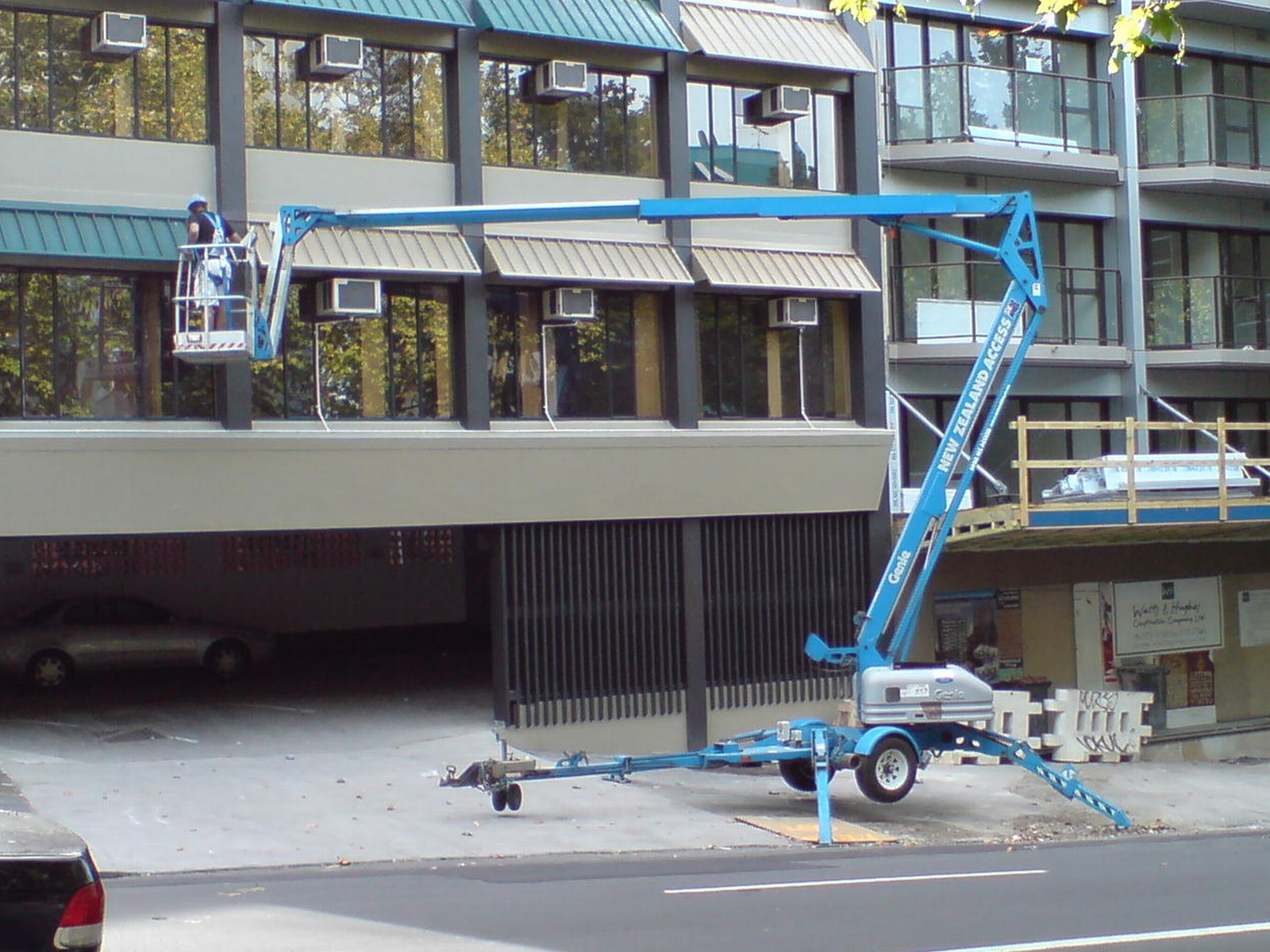
Přívěsná kloubovo-teleskopická plošina skupiny 1b

### Speciální pracovní plošiny
- S elektrickou izolací
- Nepřenosné plošiny pro údržbu mostů
- Určená technická zařízení - zařízení, která slouží k zabezpečení provozování dráhy nebo drážní dopravy nebo lyžařských vleků nebo vodních vleků (§47 zákona č. 266/1994 Sb., v platném znění - o dráhách a souvisejících předpisů) 
  - pohyblivé pracovní plošiny na drážním vozidle, na drážním podvozku a pohyblivé pracovní plošiny nepřenosné
  - pohyblivé pracovní plošiny na silničním podvozku, určené pro činnost na trakčním vedení pod napětím https://www.zakonyprolidi.cz/cs/1994-266#cast7
- Určená technická zařízení - zdvihací konstruována, vyráběna a používána s vojenskou výstrojí, vojenskou výzbrojí, vojenskou technikou nebo ve vojenských objektech a jsou užívány k plnění nebo zabezpečení úkolů ozbrojených sil - §2 (11) zákona č. 219/1999 Sb., v platném znění - o ozbrojených silách České republiky a souvisejících předpisů https://www.zakonyprolidi.cz/cs/1999-219?text=%C2%A72
- Vyhrazená zařízení - zdvihací zařízení v působnosti státní báňské správy https://www.zakonyprolidi.cz/cs/1988-61/zneni-20210101#cast5
- Historické plošiny - veteráni
  - Trolejová věž používala se k výstavbě a k údržbě elektrizovaných železničních drah
  - Věžka používala se k výstavbě a k údržbě elektrizovaných městských drah

### Pracovní plošina – volitelné příslušenství strojního zařízení
- Manipulátoru
- Mobilního výložníkového jeřábu
- Hydraulického nakládacího jeřábu
- Přívěsného jeřábu
- Minijeřábu
- Vysokozdvižného vozíku
- Traktoru